# August Seebeck

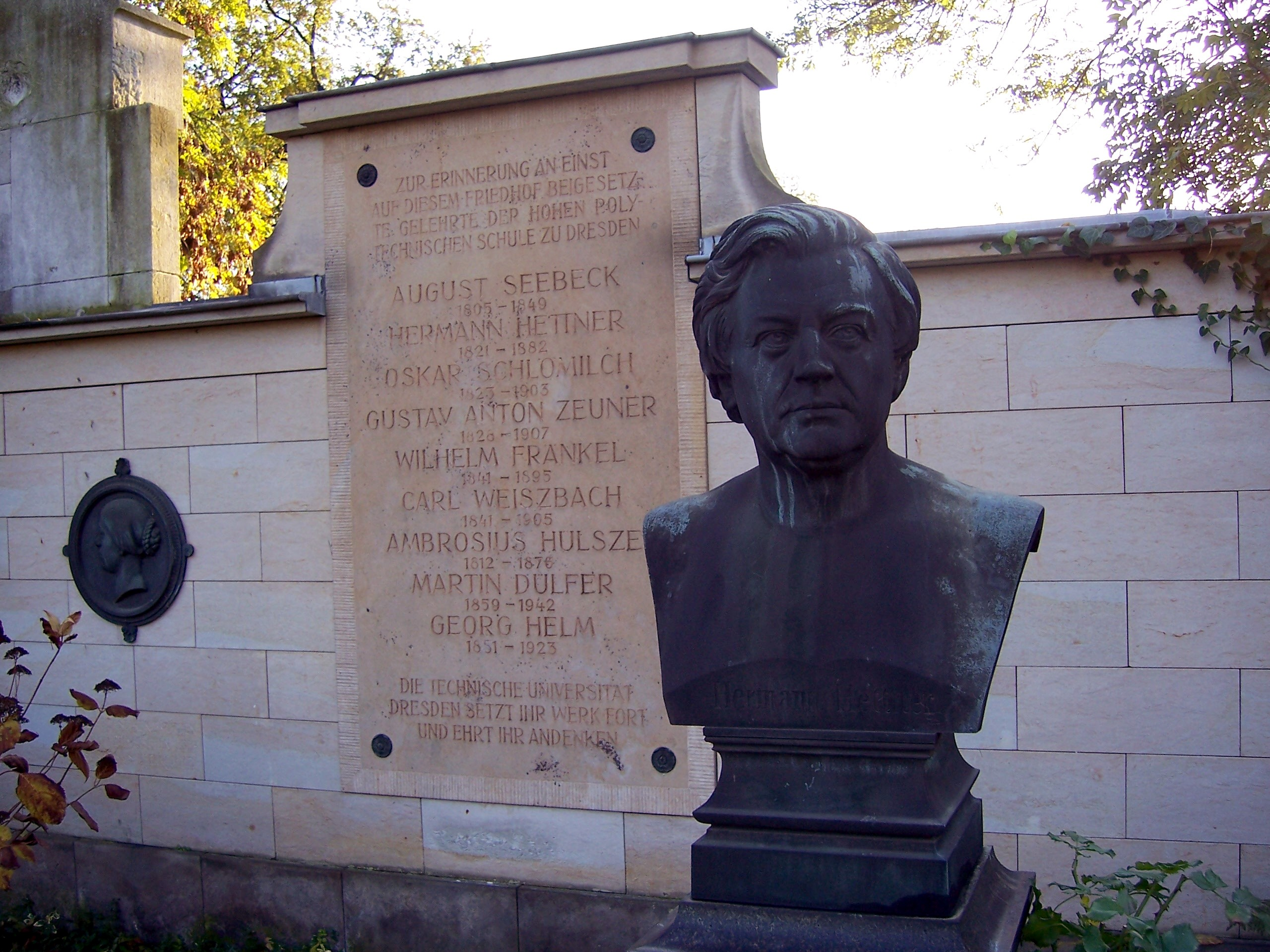
Gemeinschaftsgedenkstätte für ehemalige Professoren und Gelehrte der TU Dresden auf dem Alten Annenfriedhof in Dresden. U. A. für August Seebeck (ganz oben auf der Tafel)

Ludwig Friedrich Wilhelm August Seebeck (* 27. Dezember 1805 in Jena; † 19. März 1849 in Dresden) war ein deutscher Physiker.

## Leben
Seebeck war der Sohn des Physikers Thomas Seebeck. Ab 1824 studierte er in Berlin Mathematik und Physik, nahm nach der Dissertation eine Lehrertätigkeit an verschiedenen Berliner Gymnasien an und wurde 1843 zum Direktor der 1828 gegründeten Technischen Bildungsanstalt Dresden (der Vorgängerin der heutigen Technischen Universität) ernannt. 1845 wurde er als korrespondierendes Mitglied in die Preußische Akademie der Wissenschaften aufgenommen. In ihrem Gründungsjahr 1846 wurde er ordentliches Mitglied der Königlich Sächsischen Gesellschaft der Wissenschaften.
Er starb an den Pocken. Seine Arbeiten beschäftigten sich mit optischen und akustischen Problemen.

## Werke
- Repertorium der Physik (Hrsg. H. W. Dove). Bd. 6: Akustik. Berlin 1842
- Repertorium der Physik (Hrsg. H. W. Dove). Bd. 8: Akustik. Berlin 1849